# Musée de l'impression sur étoffes
Le musée de l'impression sur étoffes est un musée français situé à Mulhouse (Haut-Rhin). À la fois musée d’art décoratif, musée technique, musée d’histoire locale et musée de la mode, il a pour vocation de faire connaître l'impression textile en s'appuyant sur les collections d'échantillons, de matériels et de documents réunis par la Société industrielle de Mulhouse (SIM).

## Historique
À la fin du XVIIIe siècle et au début du XIXe siècle, Mulhouse connaît un essor industriel et démographique spectaculaire, passant de 7 200 habitants en 1801 à 32 557 en 1851. Les industriels locaux, réunis au sein de la Société industrielle de Mulhouse fondée en 1826, jouent un rôle de premier plan dans le développement de la vie culturelle et sont impliqués dans la création de plusieurs musées techniques. Le Musée de dessin industriel est créé en 1857. D'abord destiné aux professionnels, il réunit, outre les productions locales, des échantillons du monde entier. En 1910, il est transféré, en même temps que l'École de dessin, dans les locaux de la SIM, au 12, rue de la Bourse. À partir de 1911, il s'ouvre au grand public à travers des expositions annuelles.
Après la Seconde Guerre mondiale, une réorganisation s'avère nécessaire. En 1955, un musée d'impression sur étoffes est créé sous la forme d'une association de droit local. Il s'installe dans un imposant bâtiment, construit pour la SIM par l'architecte suisse Frédéric-Louis de Rutté et inauguré en mai 1883, qui abritait jusque-là le musée des Beaux-Arts de Mulhouse, fermé au lendemain de la guerre. La SIM y laisse ses diverses collections : outils, machines, échantillons, documents, et les dons d'industriels – dont Frédéric Engel-Dollfus – continuent de les enrichir.
La collection Louis Becker, comprenant 711 mouchoirs et 484 toiles imprimées, avait été achetée en 1954. La même année, le musée consacre une exposition temporaire à ces nouvelles acquisitions. En 1961, la collectionneuse new-yorkaise Agnès Holden fait un don de plus de 600 peintures et gravures, pour la plupart du XVIIIe siècle, et de 58 mouchoirs. C'est avec l’achat en 1986 de la collection Puaux–Funffrock que le musée s'enrichit notamment du tapis moghol qui constitue le trésor indien du musée. Avant sa disparition en 1979, Sonia Delaunay fait également don au musée de 586 échantillons de ses étoffes simultanées, jugées rarissimes.
Entre 1994 et 1996, le musée est entièrement restructuré. Après deux ans et demi de fermeture, il est inauguré le 21 mars 1997.
Le fonds s'enrichit encore en 2001 avec l'acquisition des archives de plusieurs entreprises mulhousiennes du groupe DMC, notamment du fonds de l’usine de Pfastatt-le-Château, qui, outre les volumes, inclut une grande partie de la fabrication de l’usine, tant pour l'Europe que pour l'Afrique.
En mars 2021, Le Monde publie une enquête sur la disparition depuis plusieurs années de nombreux éléments des collections du musée, notamment dessins, esquisses, planches de travail et échantillons de tissus. Une enquête menée par l’Office central de lutte contre le trafic des biens culturels est en cours depuis octobre 2020. Un livre est consacré à cette affaire,. En 2023, l'ancien conservateur du musée est mis en examen dans le cadre de ces vols.
En 2022, en raison des difficultés financières du musée et afin d'éviter sa fermeture, plusieurs collectivités locales ont donné une subvention exceptionnelle de 200 000 euros : Mulhouse Alsace agglomération (m2A), ville de Mulhouse, collectivité européenne d'Alsace (CEA) et région Grand Est.

## Collections
La présentation de l'histoire des tissus imprimés est organisée sur trois niveaux.

### La vogue des «indiennes»

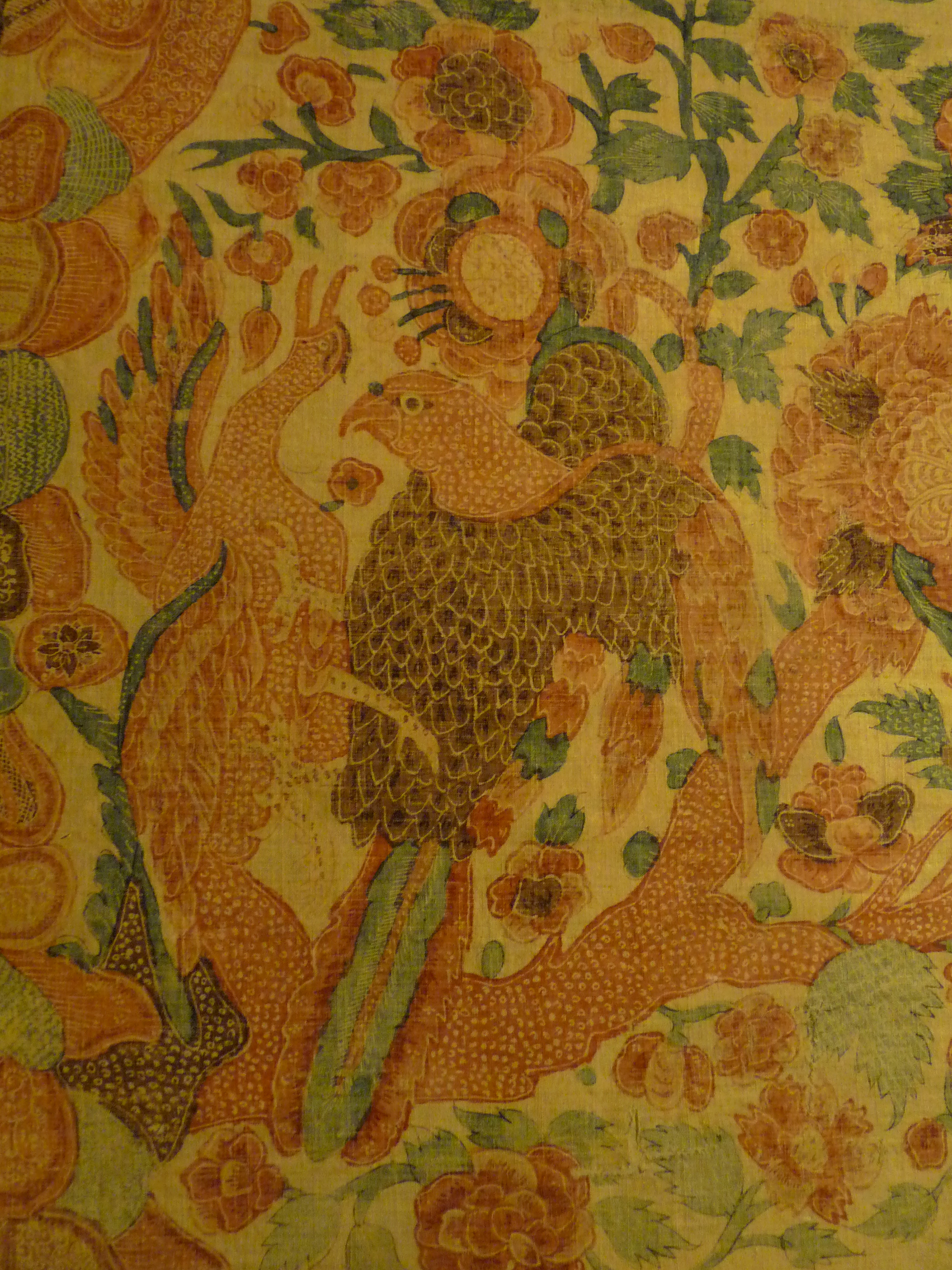
Détail d'une tenture aux deux troncs fleuris et aux faucons.
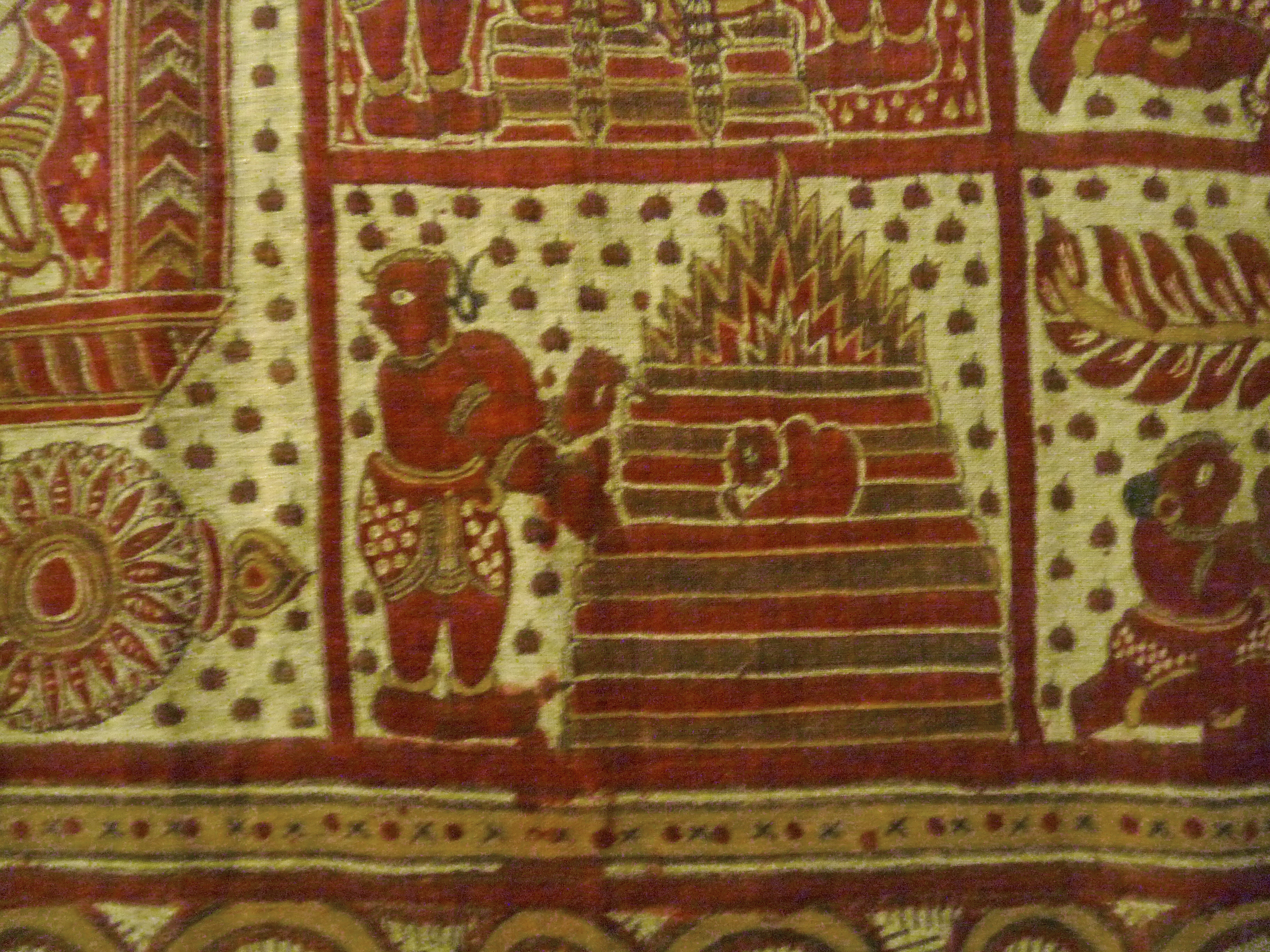
Détail d'une tenture peinte d'un Ramayana (Tamil Nadu).
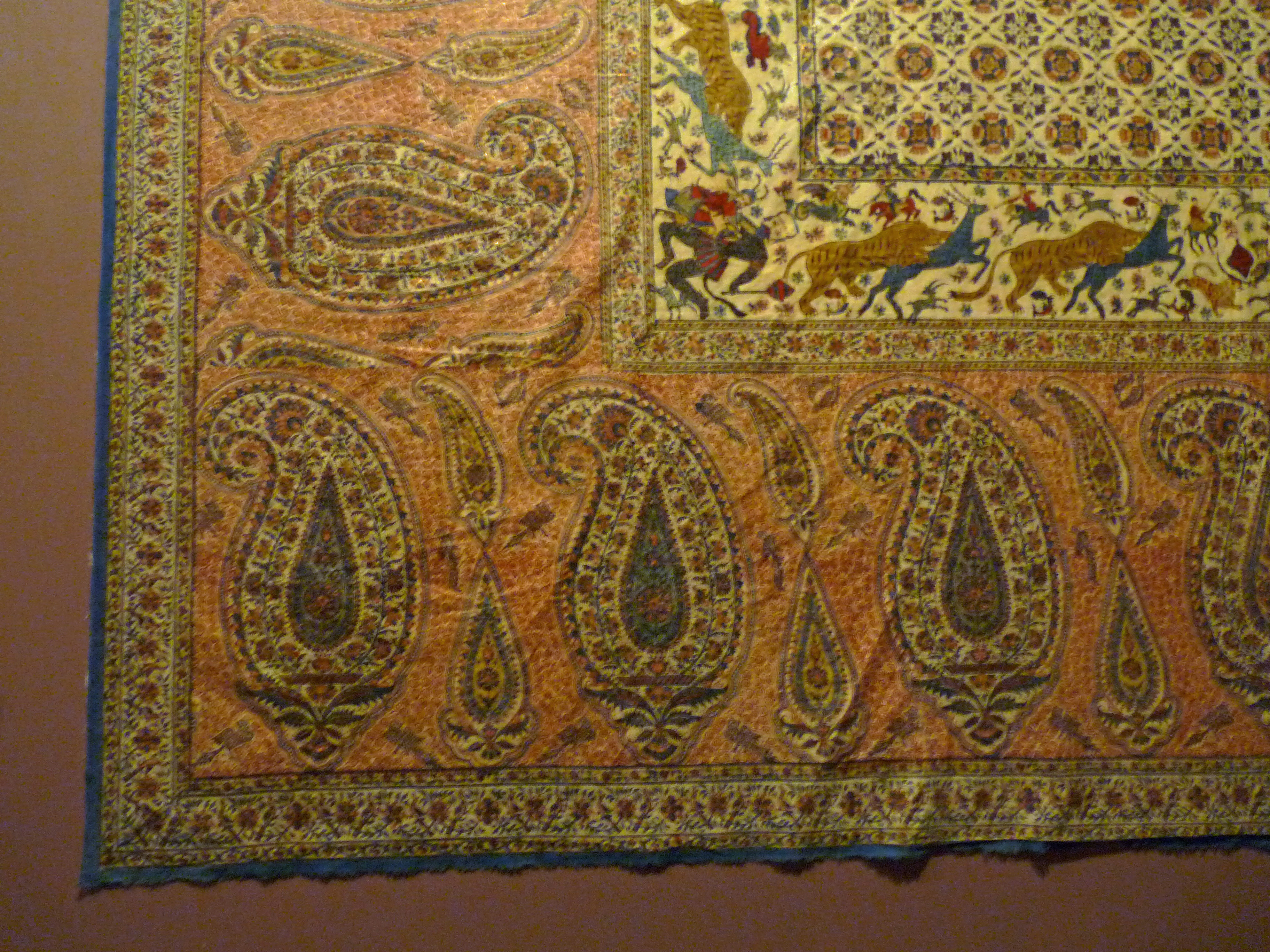
Panneau imprimé (Perse, dynastie kadjar).
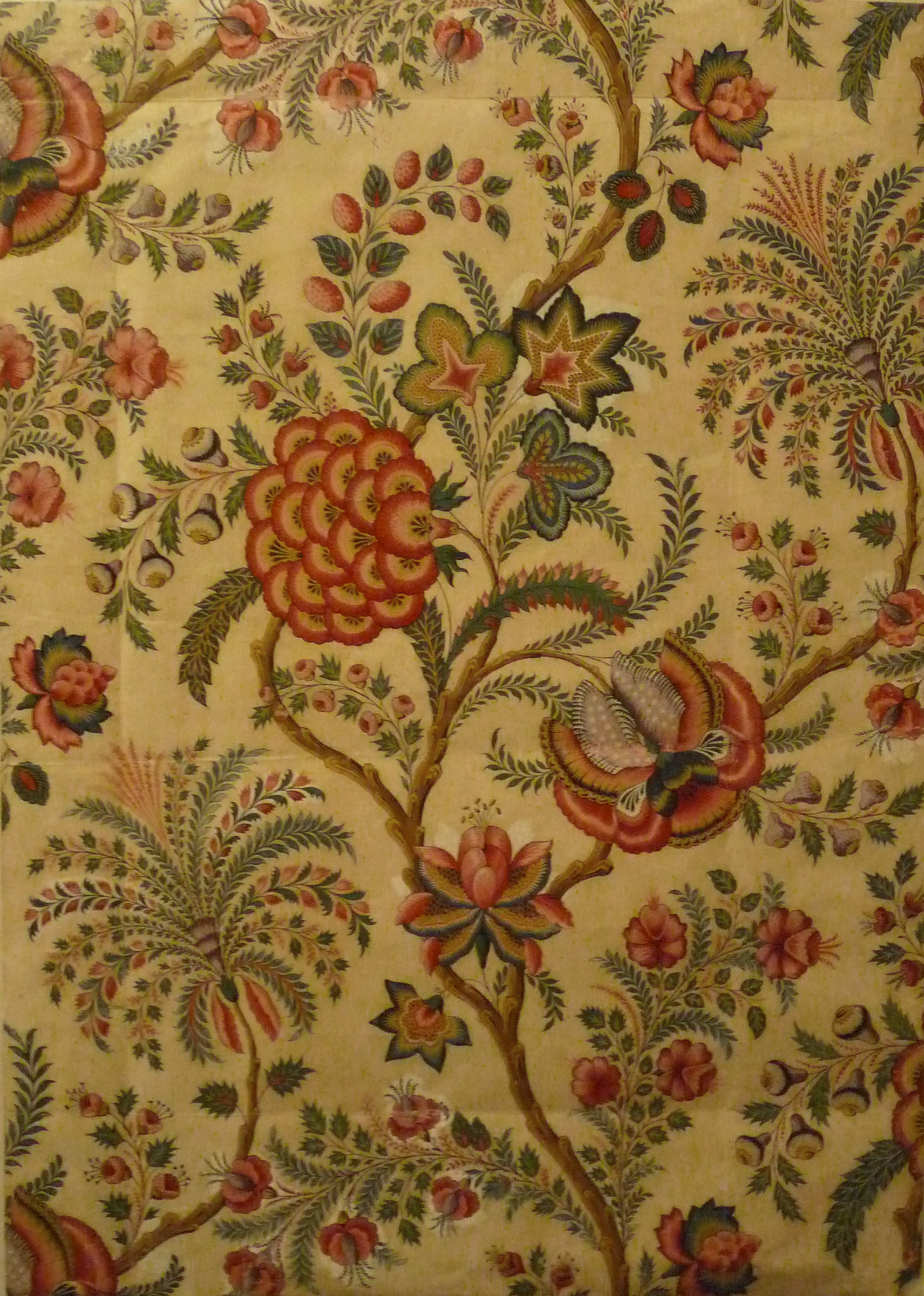
Maquette d'indienne gouachée sur papier (Mulhouse, Thierry-Mieg & Cie, 1850-1880).

### Techniques et textiles duXVIIIesiècle
Le rez-de-chaussée du bâtiment est consacré à l’impression à la planche en relief et au XVIIIe siècle.

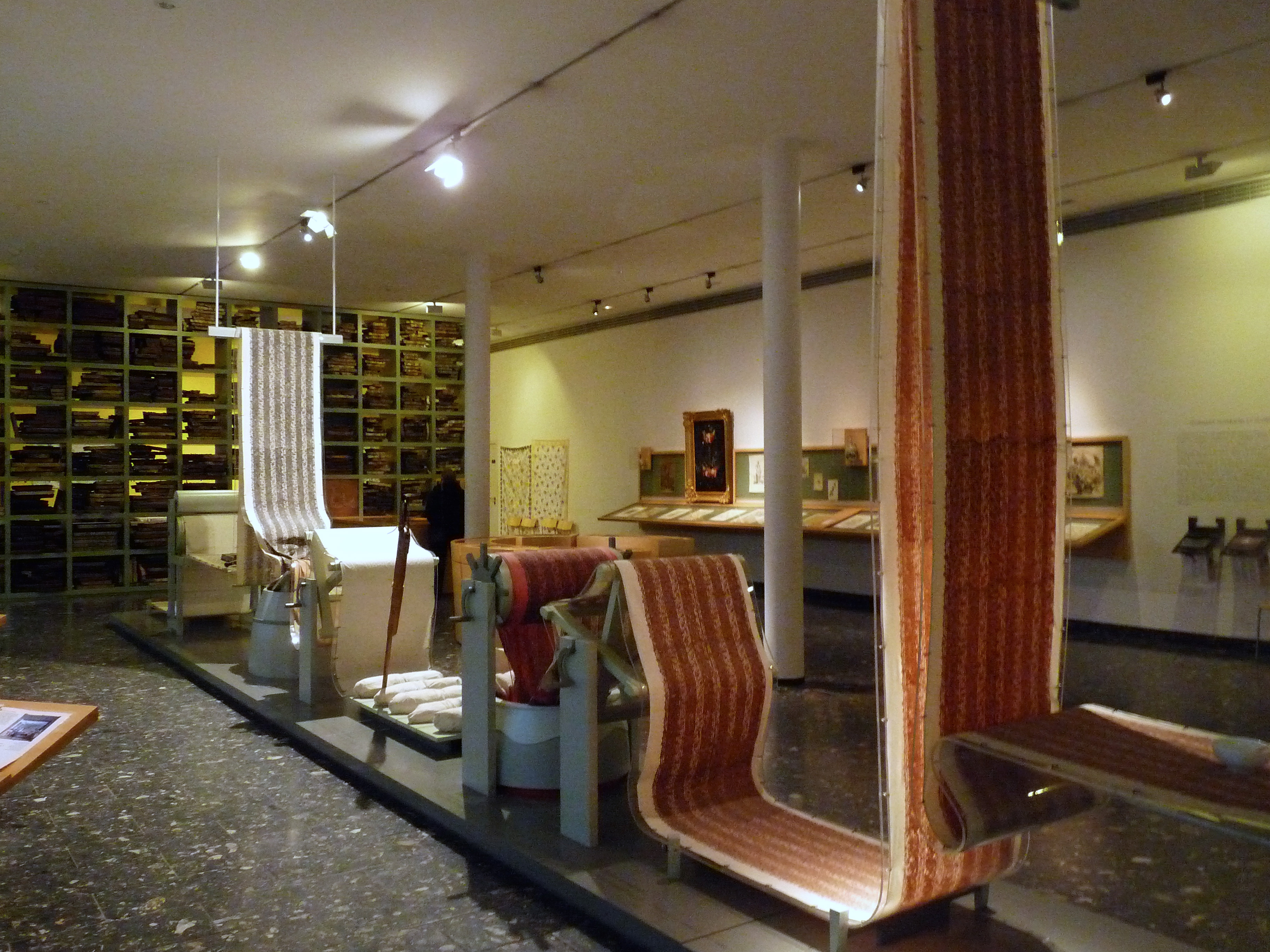
Chaîne d'impression artisanale.
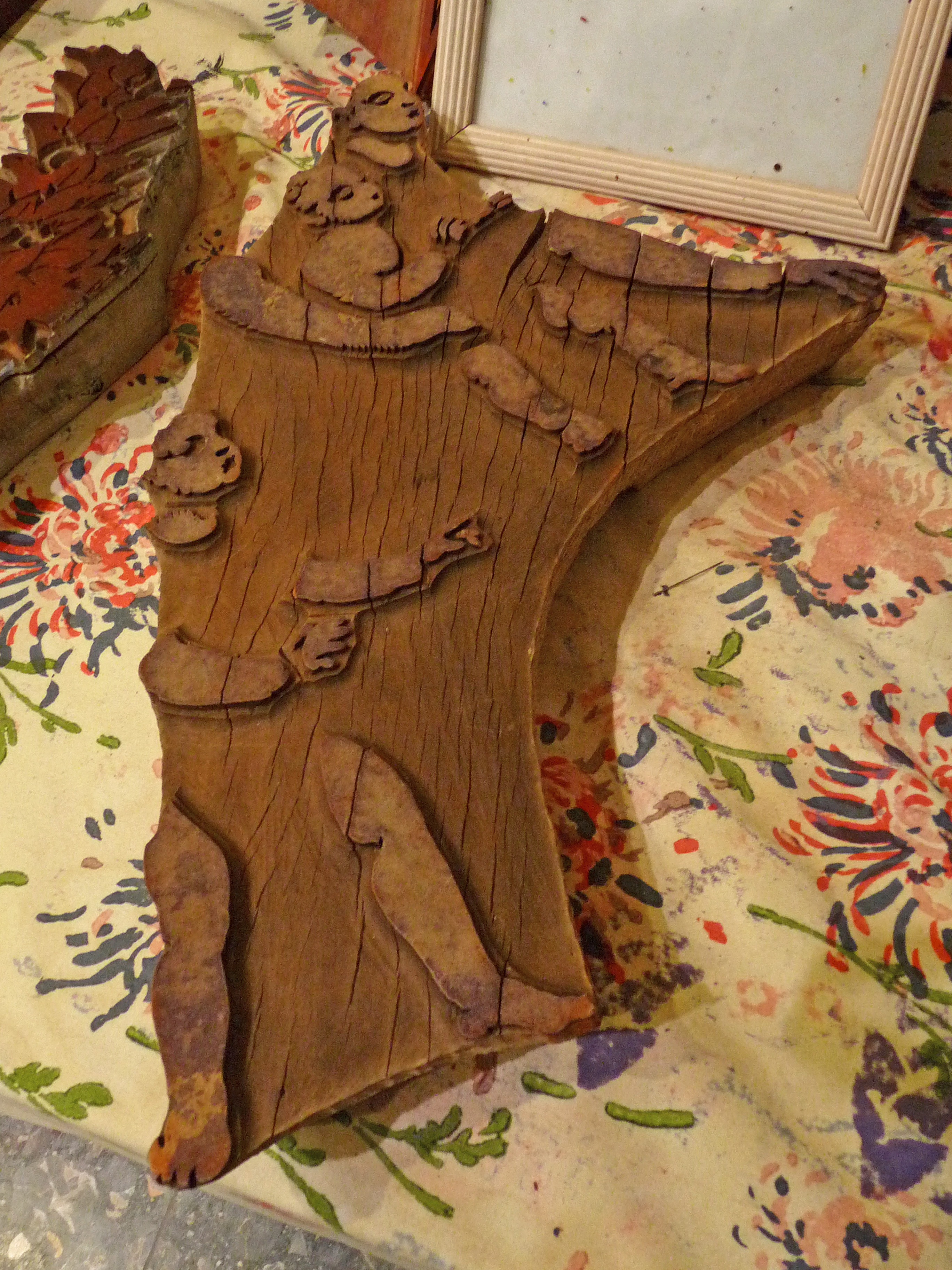
Planche d'impression en bois.
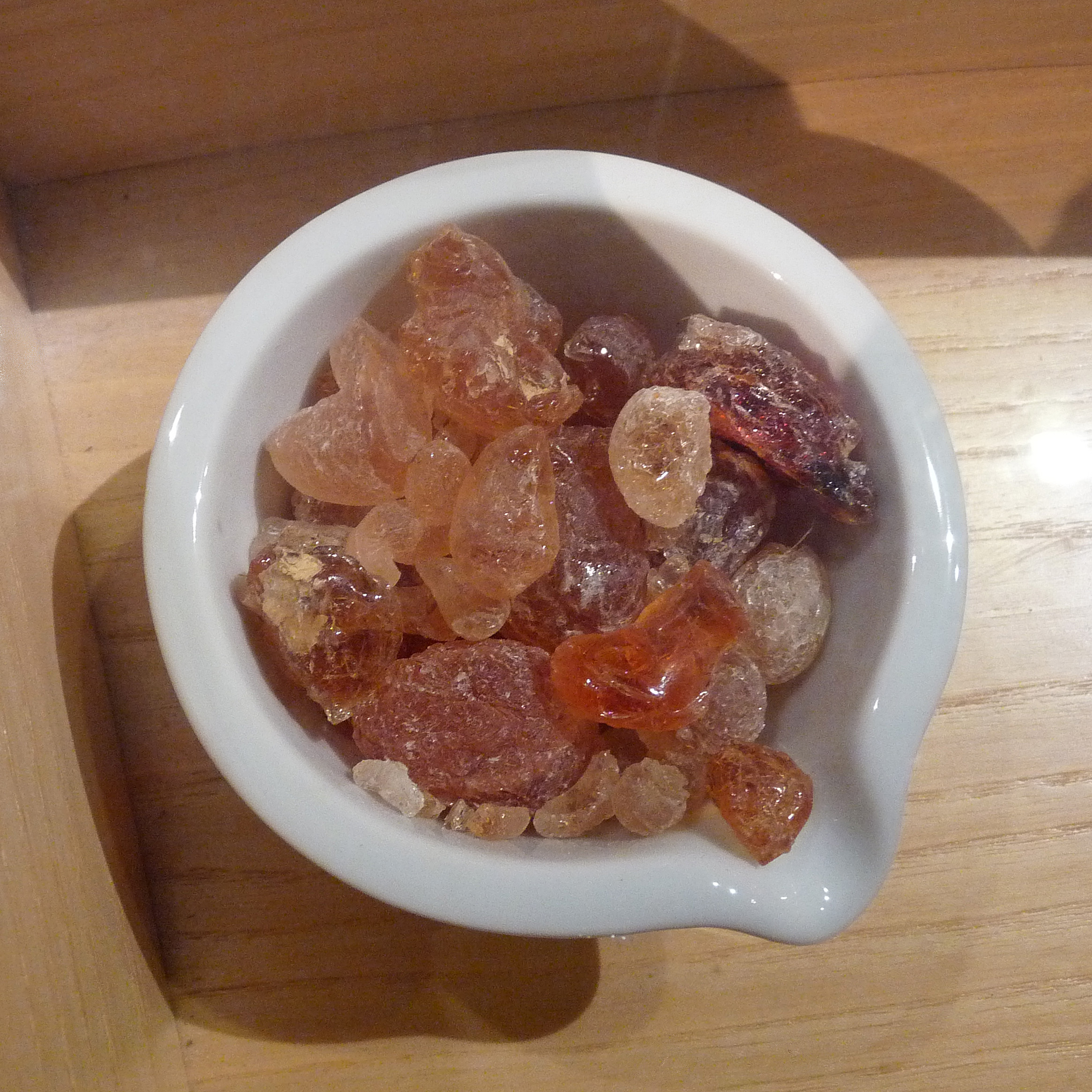
Gomme arabique utilisée pour l'apprêt des tissus.
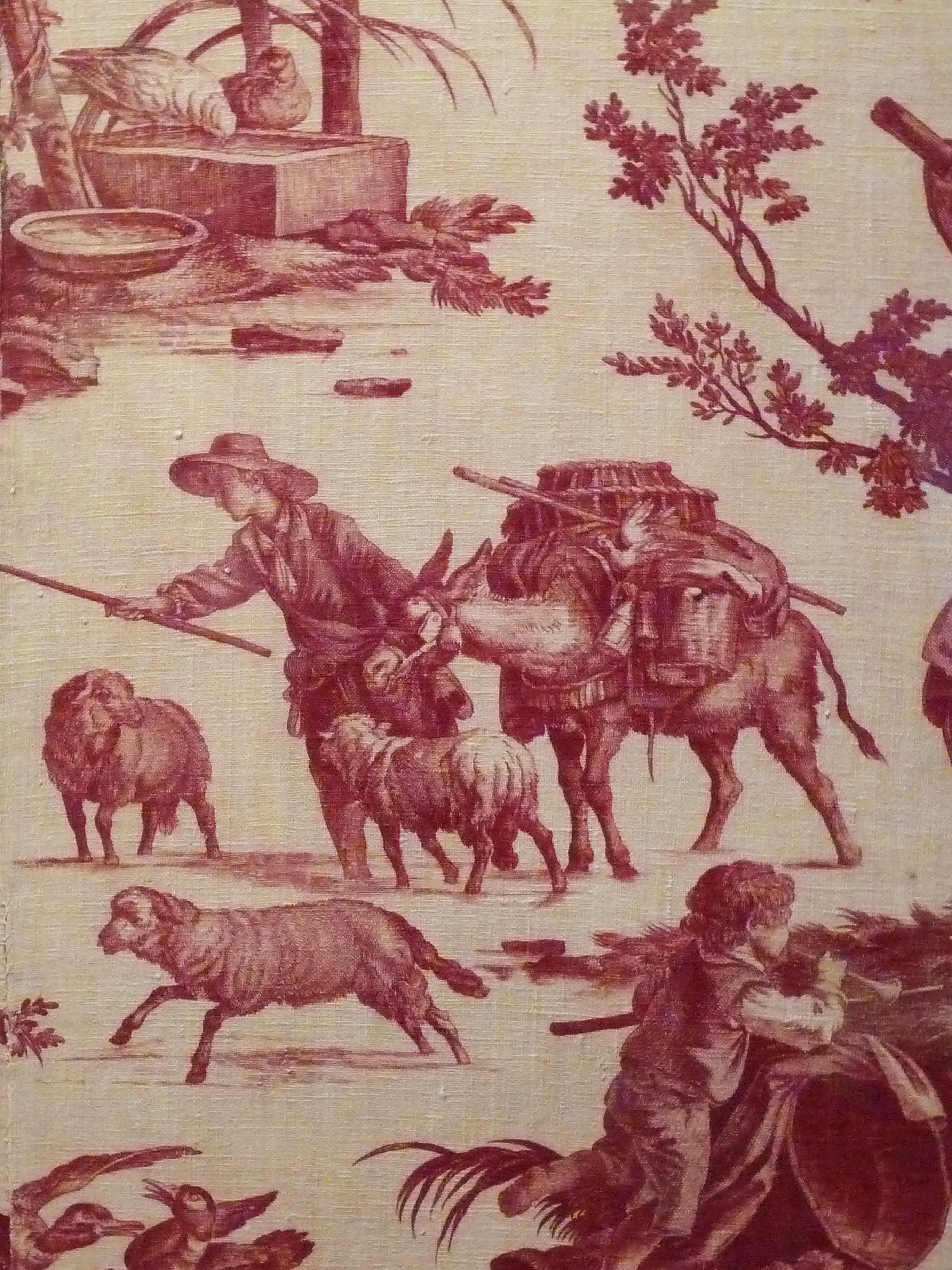
Toile de Jouy, Jean-Baptiste Huet, vers 1785-1792.

### Techniques et textiles duXIXesiècle
Le premier étage du musée fait la part belle à l'impression aux rouleaux de cuivre et aux grandes machines du XIXe siècle, telles que la machine Lefèvre à un rouleau (1809), la Perrotine ou machine à mécaniser l’impression à la planche (brevet de 1832) ou la machine André Koechlin dotée de quatre rouleaux (1852). S'y ajoutent des pantographes, des machines à coudre et divers accessoires nécessaires à leur fonctionnement.

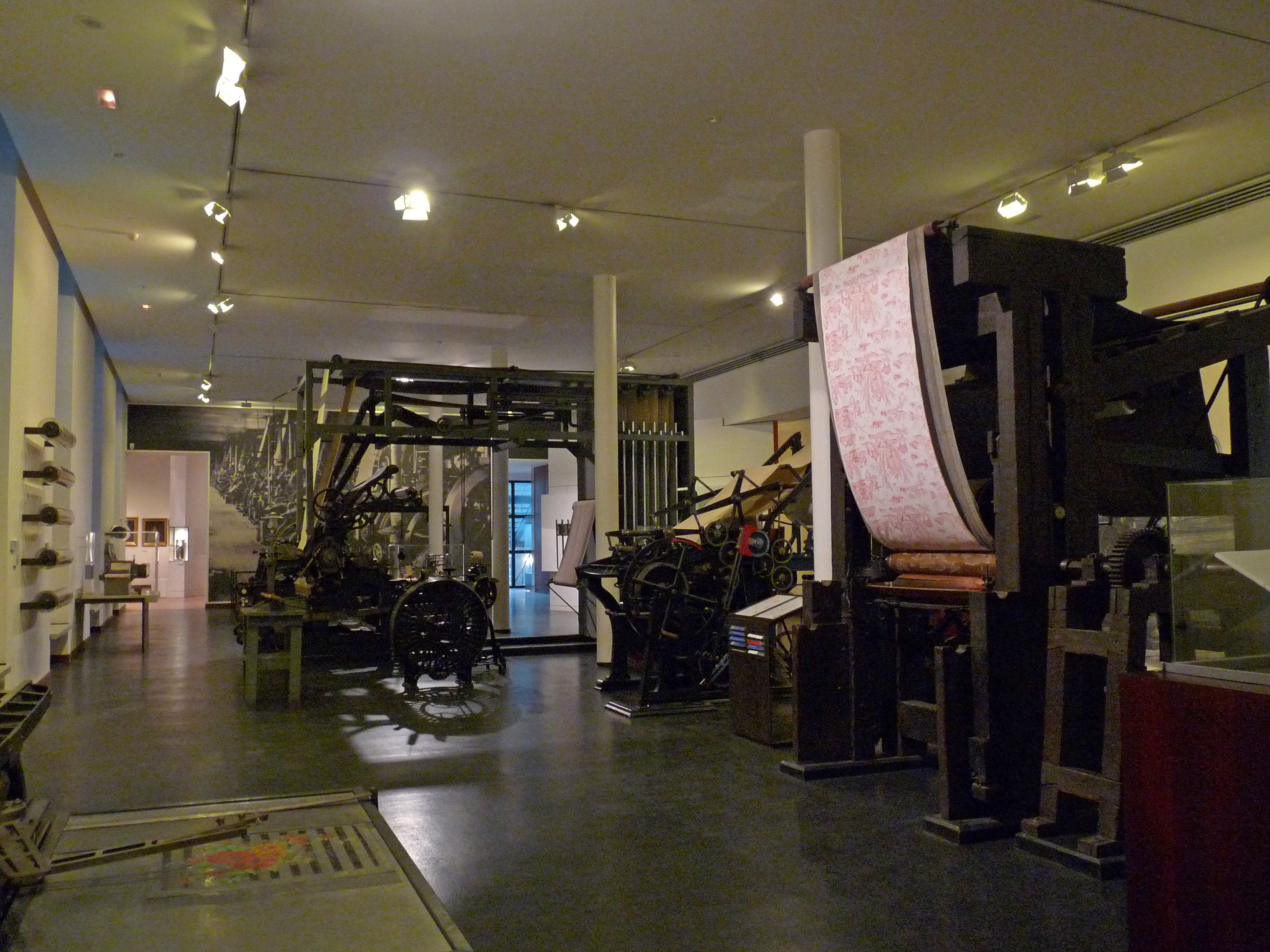
Machines du XIXe siècle.
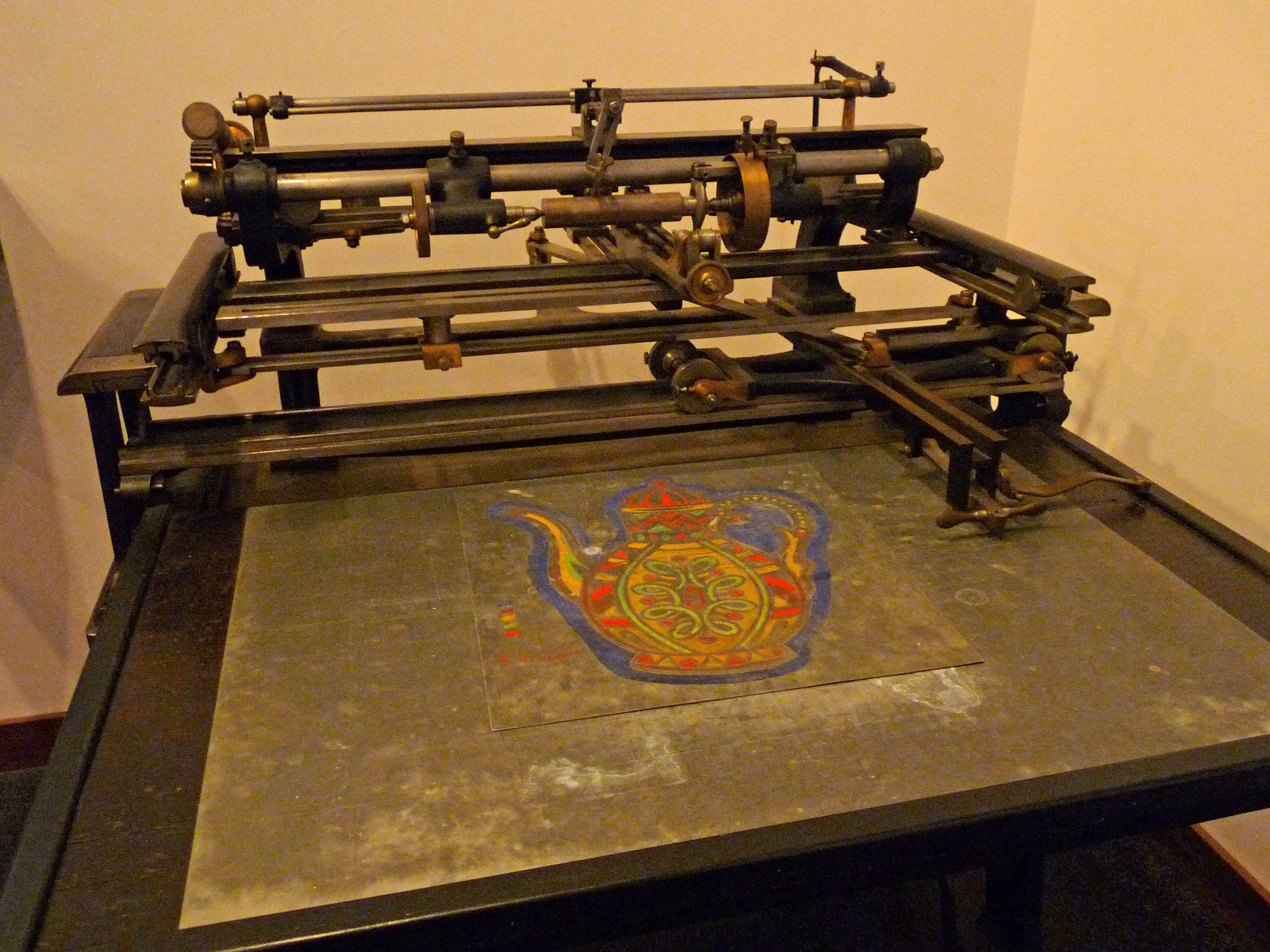
Pantographe à molette.
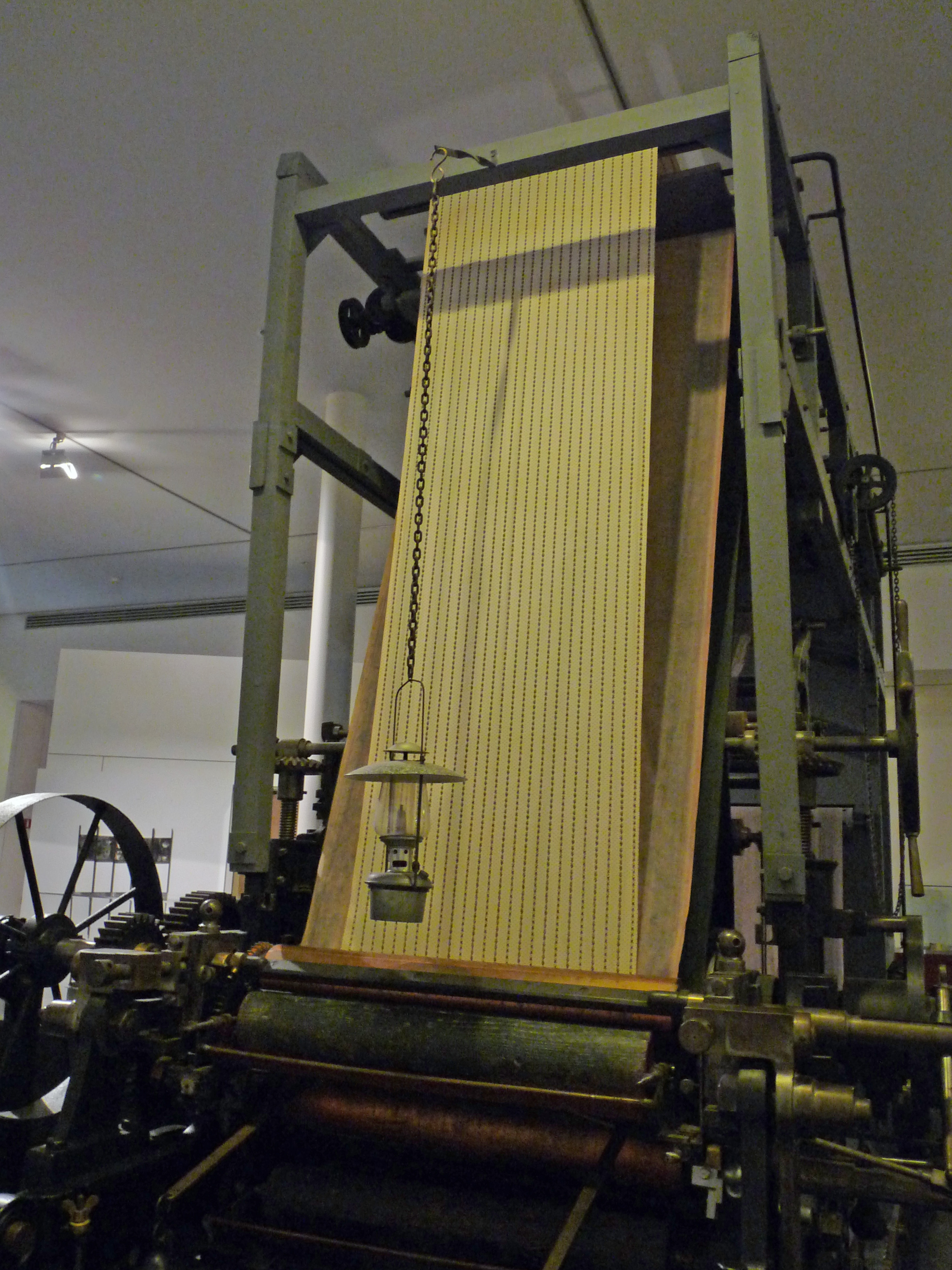
Impression au rouleau de cuivre.
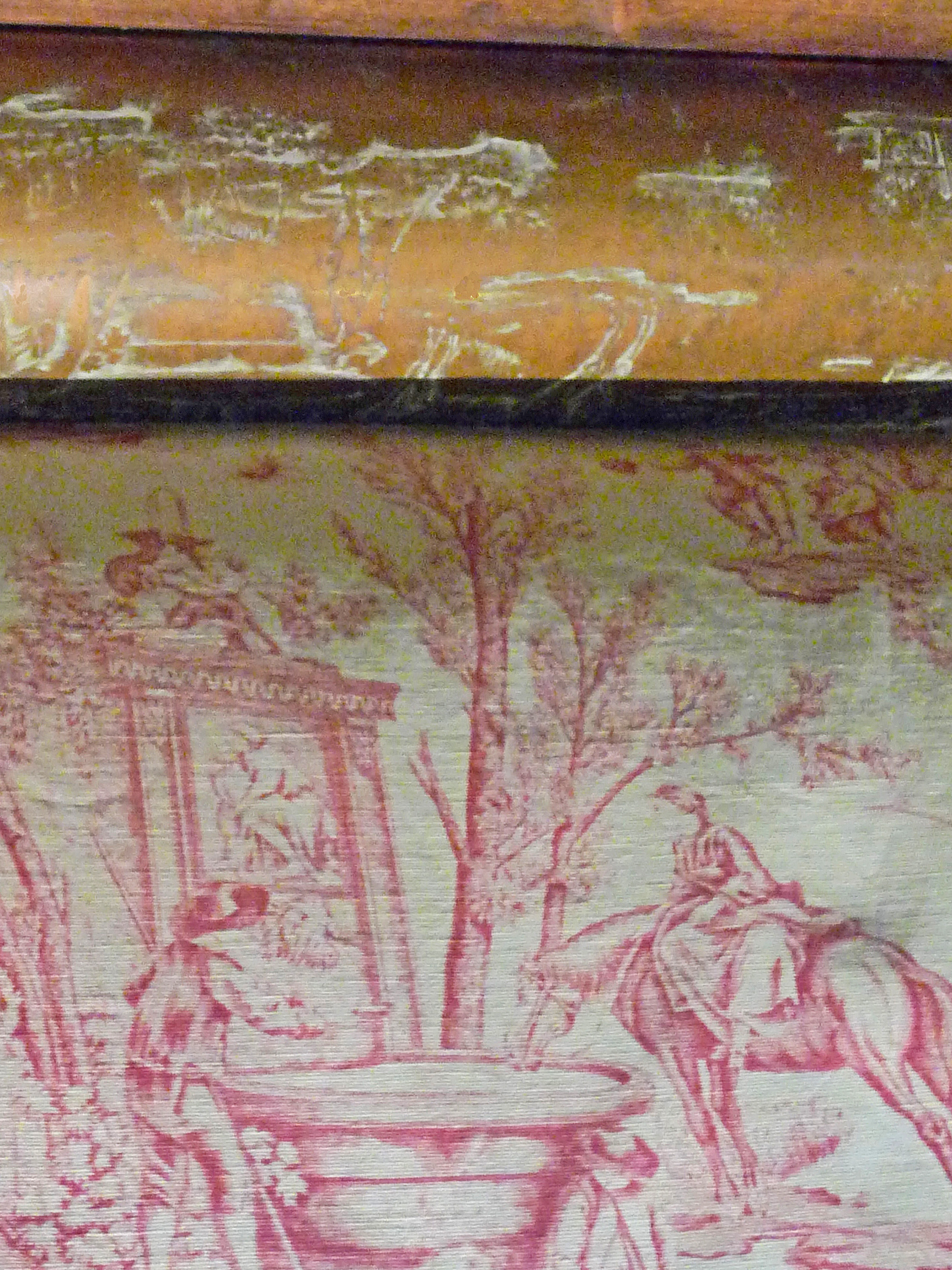
Impression au rouleau de cuivre (détail).

### Époque contemporaine
L'aménagement du second étage, destiné à l'impression au cadre plat et rotatif du XXe siècle, n'est pas achevé.

## Expositions temporaires
Cette liste n'est pas exhaustive.
- Présentation de la collection Louis Becker. Mouchoirs et tissus imprimés des 18e et 19e siècles (20 juin-29 août 1954)
- Voiles de Gênes (juin-septembre 1964)
- Littérature et toiles imprimées des 18e et 19e siècles (juillet-octobre 1965)
- Les Impressions mulhousiennes pour l'Afrique noire (1968)
- Raoul Dufy, créateur d'étoffes (1973)
- Soieries chinoises (17 mai-30 septembre 1974)
- La Photo de mode autour de Mathieu Birckel (5-27 septembre 1980)
- Étoffes imprimées françaises (exposition au Musée de dessins japonais de Kyoto, 31 octobre-29 novembre 1981)
- Teinture, expression de la tradition en Afrique noire (22 mars-24 mai 1982)
- Velours anciens et contemporains (30 novembre 1984-27 janvier 1985)
- Vrais et faux ikats (12 février-28 novembre 1986)

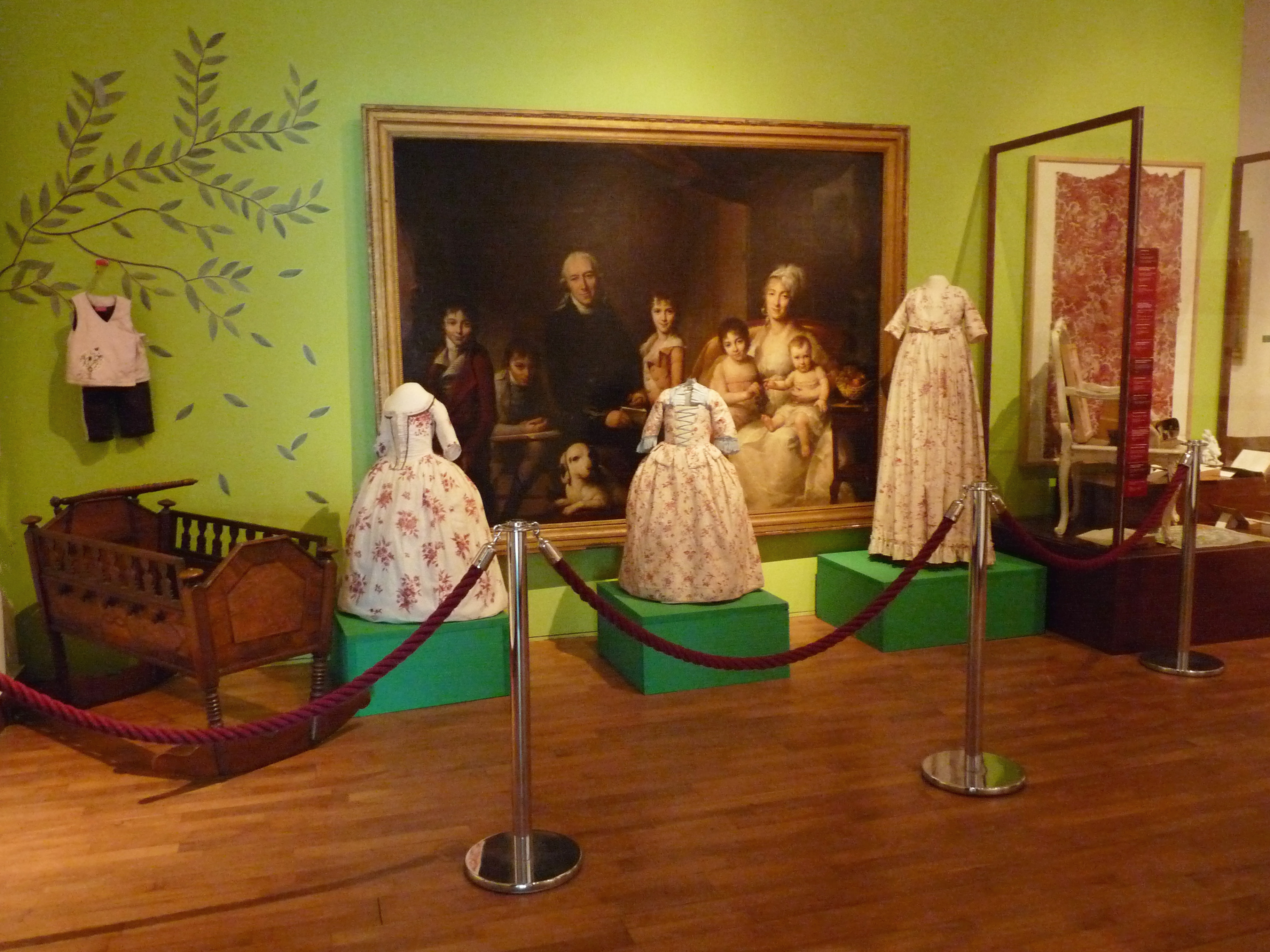
Il était une fois, l'enfant et le tissu imprimé de 1750 à nos jours (2011-2012).

- Les tissus que l'on manipule : pliages-plissages-plangi : technique artisanale de coloration des tissus à travers le monde (1987)
- Tissus royaux tissus villageois de Thaïlande (1988)
- Andrinople, le rouge magnifique : de la teinture à l'impression, une cotonnade à la conquête du monde (5 novembre 1993-5 avril 1994)
- Histoire singulière de l'impression textile (7 octobre 2000-10 février 2002)
- Comme un jardin : le végétal dans les étoffes imprimées et le papier peint, en collaboration avec le Musée du papier peint de Rixheim (16 mars 2002-7 avril 2003)
- L'étoffe du relief : quilts, boutis et autres textiles matelassés, en collaboration avec le Musée d'histoire de Genève (février-septembre 2007)
- Féerie indienne : des rivages de l'Inde au royaume de France, en collaboration avec le Musée de la Compagnie des Indes de Lorient (14 novembre 2008-5 mai 2009)
- Rêve de cachemire, cachemires de rêve : le châle imprimé, un joyau textile alsacien (13 novembre 2009-16 octobre 2010)
- Willy Maywald : photographe allemand de la haute couture en France, en collaboration avec le Chemnitz Industriemuseum (15 avril-16 octobre 2011)
- Il était une fois : l'enfant et le tissu imprimé de 1750 à nos jours, avec la collaboration de Jean-Charles de Castelbajac et de l'entreprise Barrisol (10 novembre 2011-14 octobre 2012)

## Service d'utilisation des documents (SUD)

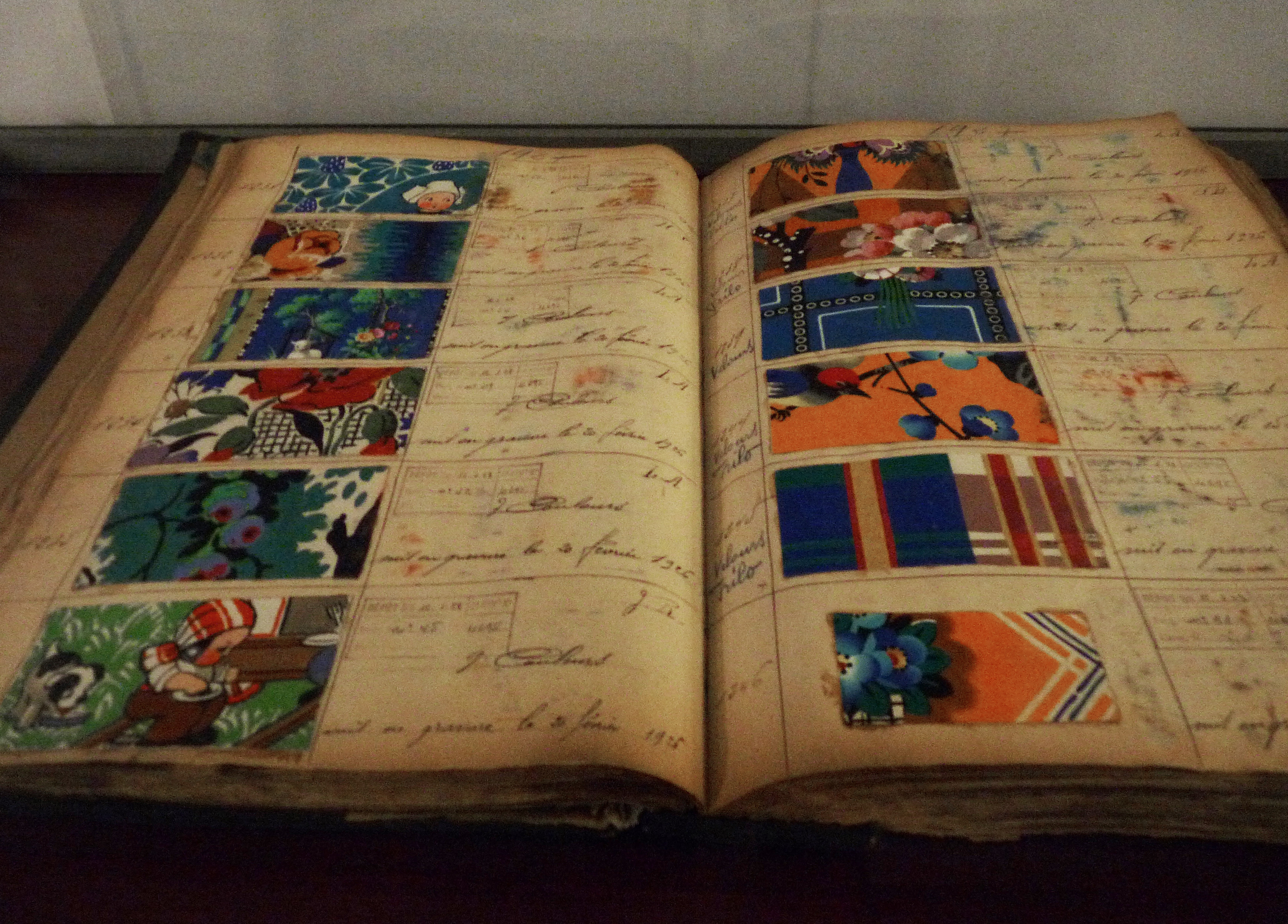
Livre d'échantillons de dessin pour tissu imprimé (années 1920).

Le SUD est une bibliothèque textile créée par les industriels mulhousiens en 1833. Dès cette date, les manufacturiers sont régulièrement invités à envoyer leurs productions, afin de les mettre à la disposition de la profession.
Le SUD compte aujourd'hui plus de six millions de documents, du XVIIIe siècle aux années 1940, et accueille chercheurs, stylistes et industriels du monde entier.